# 3016 Meuse
A 3016 Meuse (ideiglenes jelöléssel 1981 EK) a Naprendszer kisbolygóövében található aszteroida. Henri Debehogne,  Giovanni de Sanctis fedezte fel 1981. március 1-én.